# Ken Bugul
Mariètou Mbaye Biléoma (Malem Hodar, 1947) más conocida como Ken Bugul es una escritora y activista senegalesa.  En la lengua Wolof, su seudónimo significa "uno quién es indeseado".

## Biografía
Ken Bugul creció en un entorno polígamo, su padre  tenía 85 años cuando ella nació, era un morabito. Una vez completada su educación elemental en su pueblo nativo, partió para estudiar en la escuela secundaria deThiès. Después, empezó sus estudios universitarios en Dakar, donde un año más tarde obtendría una beca que le permitió continuar sus estudios en Bélgica. En 1980 regresó a su casa, donde se convirtió en la vigésima octava mujer en el harén del morabito del pueblo. A su muerte, volvió a mudarse a la ciudad. De 1986 a 1993, Bugul trabajó para la ONG IPPF (Internacional Previsto Parenthood Federación) que tiene misiones en Nairobi, Kenia; Brazzaville, Congo; y Lomé, Togo, y lideró la sección de la región africana de la organización. Posteriormente se casó con un médico en Benín y tuvo a una hija. Hoy vive y trabaja en Senegal. De julio a diciembre de 2017 Bugul logró el puesto de Escritora en Residencia en Zúrich.
Ha sido reconocida con el Gran premio literario de África negra con su novela Riwan ou le Chemin de Sable en el año  2000, pero es más conocida internacionalmente por su primera novela El baobab que enloqueció, su único libro traducido al inglés. Entre otros temas trata y critica el colonialismo africano. 

### Primeros años
Nació en 1947 en una aislada aldea del Senegal, aún colonia francesa en la época. Cuando tenía cinco años, su madre abandonó el hogar familiar durante un año para vivir en otra ciudad con sus hermanos para que estos pudieran ir a la escuela. Esto, unido al hecho de que su padre, al que se refería como abuelo, tenía 85 años hicieron que se sintiera marginada del núcleo familiar.  
Vagaba sola por las calles de su aldea, cuando comenzó a ir a la escuela en la modalidad de “oyente”. Este hecho hizo que aún se sintiera más alejada de su madre y sus hermanas, quienes en el seno de una familia tradicional, no habían tenido acceso a la educación de la misma manera que ella estaba teniéndolo. 

### Juventud en Europa
Una vez se mudó a Bélgica entró en pleno contacto con la cultura Occidental, la alta burguesía, el arte, nuevas ideologías. Maravillada por la cultura, el vino, los ambientes abiertos, se topa también con una horrible realidad: el racismo estructural, la prostitución y las drogas. Todas estas experiencias la llevaran a plantearse los conceptos de libertad, feminismo y religión en contraste con su doble identidad cultural: la de mujer africana y la de educada en la cultura occidental. 
En 1973 vuelve durante un corto período de tiempo a Senegal para conseguir una nueva beca de estudios para continuar formándose en el Instituto Nacional de lo Audiovisual de París. En la capital francesa comenzara una tormentosa relación que durará 5 años con un hombre casado que la maltratara física y psicológicamente. Esta experiencia la llevó al borde del suicidio, para recuperarse, decide volver a su país natal. 

### Regreso a África
Es en 1981 Ken Bugul regresa a Senegal con la esperanza de recomponerse y reencontrarse a sí misma. Sin embargo, una vez más se topará con el choque entre los dos mundos en los que creció: sus vecinos, amigos y familiares la considerarán y tratarán como una paria. Su madre, avergonzada de ella y de su fracaso en la incursión europea, de la que llegó sin dinero, sin trabajo y con treinta años, la esconderá hasta el punto de que la autora prefirió vivir en la calle. Es entonces cuando conoce a un morabito erudito al que convencerá para convertirse en su esposa 28ª. Ken Bugul afirma que ponerse bajo la autoridad del morabito la ayudó a rehabilitarse, no solo socialmente, puesto que una de sus funciones es la de revalorizar y reinsertar a mujeres marginadas a través del matrimonio, sino psicológicamente. Esta relación también la llevó a reconciliarse con su madre poco antes de que esta muriera en 1985. De su matrimonio con el morabito habla como "casarnos era la posibilidad de exorcizar todas mis contradicciones y los celos"
A la muerte de su marido, Ken Bugul regresa a la gran ciudad, donde será contratada por la ONG IPPF (Internacional Previsto Parenthood Federación), centrada en la protección maternal e infantil en diversos países del continente africano. Allí conocerá a quien sería su futuro marido, un médico beninés. Fruto de dicho matrimonio nacería su hija Yasmina. 
Cuando enviudó de su segundo marido, se retiró de la vida pública. Actualmente vive en Benín, en la casa familiar en Porto Novo, donde se consagra a la escritura, que considera terapéutica. Paralelamente, anima diversos talleres de literato en Guinea y en Senegal para alumnos y paradas y en Francia para presos.

## Obra
Ken Bugul publicó su primera novela en 1983, El baobab que enloqueció, en el que narra sus experiencias en la Europa de los años 70. Su obra está basada en sus experiencias como mujer en dos contextos diferentes: el africano y el occidental, y como negra en esos mismos contextos. Escrita enteramente en lengua francesa, para ella esto no resulta ninguna contradicción, ya que afirma haberse apropiado de la lengua colonizadora. Con un estilo musical y crudo a la vez, reflexiona sobre feminismo, relaciones sentimentales, estructuración familiar y la búsqueda del yo en un mundo cada vez más globalizado. 

#### El baobab que enloqueció
Publicada en 1983 en Nouvelles Éditions africaines, en la colección de « Vies d'Afrique », es la primera novela publicada por la escritora. Forma parte de una trilogía compuesta por Cendres et braises (1994) y Riwan ou le chemin de sable (1999).
De un carácter intensamente introspectivo y autobiográfico, como casi toda su obra, narra las peripecias de la protagonista, que se identifica con la narradora, en Europa. El abandono de la madre, la falta de intimidad y confianza con su familia y la incomprensión de las dinámicas culturales nativas, provocan que se sienta profundamente huérfana. Hasta que se encuentra con la escuela francesa, en cuya cultura se sumerge hasta absorberla por completo. Gracias a una beca de la universidad de Dakar, Ken se exilia a Bélgica creyendo que allí se encontrará entre los suyos. No obstante, la realidad es otra, una vez llega a Europa, con una sociedad mucho más individualista y un clima mucho más frío, se sentirá desorientada y perdida, entrará en una espiral autodestructiva que la llevará desde el consumo de drogas, la prostitución y los malos tratos.
Con unas ricas descripciones comparativas entre los paisajes africanos y los europeos, dibujará también las diferencias entre los individuos europeos y africanos: estos últimos, desdibujados y desprovistos de  sus diferencias culturales a ojos de los europeos. La protagonista llegará a una simple conclusión: para definirse y salvarse a de volver a sus orígenes. Los temas principales de Le baobab fou son la búsqueda del yo (personal y cultural) y el espejismo europeo ("la Tierra Norte prometida").
El personaje principal de esta novela es la propia Ken Bugul. Niña huérfana pese a que sus padres siguen vivos, descubre en la escuela francesa lo que ella considera su propio yo y partirá a Bélgica para reunirse con sus iguales. Allí descubrirá que se fabricó unos ancestros galos con los que en realidad no tiene nada que ver, y tendrá que reencontrarse con su yo interior para poder vivir. El período narrado en El baobab que enloqueció es, precisamente, su búsqueda en Europa y el descenso a los infernos al que se somete para poder resurgir. 
El segundo personaje principal el baobab: testimonio del nacimiento mitológico de Bugul; refugio y compañero de la niña solitaria y marginada. Se transforma en reflejo de la propia Ken Bugul y en el lazo con su tierra natal.

#### Cendres et braises
Publicada en 1994 y editada por L'Harmattan, es la segunda novela de Ken Bugul. Como parte de la trilogía de su biografía, Cendres et braises  retoma la historia dónde El baobab que enloqueció la dejó: una Ken Bugul, protagonista y narradora, destrozada psicológicamente por su experiencia en Europa, que trata de recomponerse en su pueblo natal, narra a través de escenas retrospectivas la tormentosa relación vivió en París con un hombre casado. Siguiendo la estela la novela precedente, reflexiona sobre las diferencias estructurales en ambas culturas - la occidental y la senegalesa - a la par que hace una feroz crítica a la superioridad moral con la que se abanderan las relaciones occidentales: 
«En mi país los matrimonios arreglan para evitar estas situaciones y gritamos "a bajo la poligamia; pero aquí los hombres se casan con una sola mujer, tienen amantes y viven en una infidelidad constante, y gritamos "viva la monogamia".» (BUGUL, 1994:79). 
La protagonista reflexiona nuevamente sobre el abandono materno, la dualidad de su personalidad, provocada por la doble identidad cultural, las relaciones desiguales entre sexos y la búsqueda del yo en tierra desconocida. 

#### Riwan ou le Chemin de sable
Publicada en 1999 en Présence Africaine, galardonada con el Gran premio literario de África negra, es la tercera novela de Ken Bugul y el cierre a la trilogía autobiográfica compuesta por El baobab que enloqueció (1983) y Cendres et braises (1994). El libro cuenta la historia de dos mujeres: Riwan y Rama, esposas de un morabito. La novela es una cruda reflexión sobre las relaciones polígamas y monógamas, además de una crítica feroz al feminismo occidental. Pese a que la crítica ha querido hacer de la novela un alegato en favor de la poligamia, lo cierto es que va mucho más allá: aunque se presenta la poligamia como una posible organización familiar válida y equilibrada, que pese a ser supuestamente tradicional, aporta a las mujeres de la familia una red de apoyo y generosidad en las que todas se ayudan en la crianza de los hijos y donde los celos desaparecen. No obstante, este idílico núcleo familiar no es un espacio seguro para Rama, una adolescente que es entregada por su padre al morabito para ganarse el paraíso. Rama, casada en contra de su voluntad, rechazar la sumisión exigida por el morabito, huirá del hogar para buscar su propio destino. Bugul aquí crítica las tradiciones en las que la mujer es una mera moneda de cambio. 
Como contrapartida, el personaje de Nabou quien se casa en matrimonio monógamo con un hombre poderoso de Dakar, pero que disfrutara de la opulencia de las riquezas del marido. pero también se verá sometida a la prueba del honor, a los celos y a la esclavitud del hogar. Así pues, Nabou, en su relación monógama, no será más libre que Rama, entregada por su padre como una ofrenda, ni que Riwan, que se acercará al morabito por curiosidad y con la intención de desconectar de sí misma para reencontrarse de nuevo. 

## Estilo y lenguaje
La obra de Ken Bugul tiene un fuerte componente autobiográfico, desde su primera obra El baobab que enloqueció, que narra las aventuras de una joven Ken Bugul en Europa, a Riwan ou le chemin de sable, donde reflexiona sobre la poligamia y la figura del morabito. Escrita enteramente en francés, no reconoce en ella el idioma del colonizador, sino la lengua propia en la que expresarse en libertad. Este reconocimiento con la lengua francesa responde a tres experiencias vitales: la pérdida materna a los cinco años, por lo tanto, la pérdida de la posibilidad de aprender la lengua materna - wolof -, las restricciones de la lengua nativa, en al que ciertas palabras y expresiones están prohibidas para las mujeres, y, finalmente, el descubrimiento de la escuela francesa como refugio donde acudirá para apropiarse de la cultura y las costumbres francesas. Esto conforma un lenguaje poético en el que resaltan la musicalidad, la repetición, las interpelaciones y los juegos de palabras, combinando el balbuceo infantil de quién está aprendiendo a hablar junto a la voz del adulto melancólico que no comprende ni sabe distinguir los códigos de cada lengua y los mezcla a su antojo.
Christian Ahihou, profesor de la universidad de Utah, acuña el término "lengua buguliana" para describir la escritura de la senegalesa: una mezcla entre su lengua materna, el wolof, un idioma prohibitivo con las mujeres, y la lengua colona, pero para ella lengua sinónimo de libertad, el francés. El autor define esta lengua híbrida como revolucionaria ya que afirma que "un idioma formado sobre un aumento de poder de la semiótica en detrimento del carácter simbólico del lenguaje"

## Publicaciones
- Le Baobab Fou (1983);
- Cendres et braises (1994);
- Riwan ou le Chemin de Sable (1999);
- De l'autre côté du Consideración (2002);
- Rue Félix-Faure (2005)
- La pièce d'Or (2005); "La Moneda de Oro"
- Mes hommes à moi (2008)
- Aller et Retour (2014)
- Cacophonie (2014)
- Le Trio bleu (2022)